# 2021 год
2021 (две ты́сячи два́дцать пе́рвый) год  по григорианскому календарю — невисокосный год, начинающийся в пятницу. Это 2021 год нашей эры, 1‑й год 3‑го десятилетия XXI века 3‑го тысячелетия, 2‑й год 2020‑х годов. Он закончился 4 года назад.
| Пн | Вт | Ср | Чт | Пт | Сб | Вс |
|    |    |    |    | 1  | 2  | 3  |
| 4  | 5  | 6  | 7  | 8  | 9  | 10 |
| 11 | 12 | 13 | 14 | 15 | 16 | 17 |
| 18 | 19 | 20 | 21 | 22 | 23 | 24 |
| 25 | 26 | 27 | 28 | 29 | 30 | 31 |

| Пн | Вт | Ср | Чт | Пт | Сб | Вс |
| 1  | 2  | 3  | 4  | 5  | 6  | 7  |
| 8  | 9  | 10 | 11 | 12 | 13 | 14 |
| 15 | 16 | 17 | 18 | 19 | 20 | 21 |
| 22 | 23 | 24 | 25 | 26 | 27 | 28 |

| Пн | Вт | Ср | Чт | Пт | Сб | Вс |
| 1  | 2  | 3  | 4  | 5  | 6  | 7  |
| 8  | 9  | 10 | 11 | 12 | 13 | 14 |
| 15 | 16 | 17 | 18 | 19 | 20 | 21 |
| 22 | 23 | 24 | 25 | 26 | 27 | 28 |
| 29 | 30 | 31 |    |    |    |    |

| Пн | Вт | Ср | Чт | Пт | Сб | Вс |
|    |    |    | 1  | 2  | 3  | 4  |
| 5  | 6  | 7  | 8  | 9  | 10 | 11 |
| 12 | 13 | 14 | 15 | 16 | 17 | 18 |
| 19 | 20 | 21 | 22 | 23 | 24 | 25 |
| 26 | 27 | 28 | 29 | 30 |    |    |

| Пн | Вт | Ср | Чт | Пт | Сб | Вс |
|    |    |    |    |    | 1  | 2  |
| 3  | 4  | 5  | 6  | 7  | 8  | 9  |
| 10 | 11 | 12 | 13 | 14 | 15 | 16 |
| 17 | 18 | 19 | 20 | 21 | 22 | 23 |
| 24 | 25 | 26 | 27 | 28 | 29 | 30 |
| 31 |    |    |    |    |    |    |

| Пн | Вт | Ср | Чт | Пт | Сб | Вс |
|    | 1  | 2  | 3  | 4  | 5  | 6  |
| 7  | 8  | 9  | 10 | 11 | 12 | 13 |
| 14 | 15 | 16 | 17 | 18 | 19 | 20 |
| 21 | 22 | 23 | 24 | 25 | 26 | 27 |
| 28 | 29 | 30 |    |    |    |    |

| Пн | Вт | Ср | Чт | Пт | Сб | Вс |
|    |    |    | 1  | 2  | 3  | 4  |
| 5  | 6  | 7  | 8  | 9  | 10 | 11 |
| 12 | 13 | 14 | 15 | 16 | 17 | 18 |
| 19 | 20 | 21 | 22 | 23 | 24 | 25 |
| 26 | 27 | 28 | 29 | 30 | 31 |    |

| Пн | Вт | Ср | Чт | Пт | Сб | Вс |
|    |    |    |    |    |    | 1  |
| 2  | 3  | 4  | 5  | 6  | 7  | 8  |
| 9  | 10 | 11 | 12 | 13 | 14 | 15 |
| 16 | 17 | 18 | 19 | 20 | 21 | 22 |
| 23 | 24 | 25 | 26 | 27 | 28 | 29 |
| 30 | 31 |    |    |    |    |    |

| Пн | Вт | Ср | Чт | Пт | Сб | Вс |
|    |    | 1  | 2  | 3  | 4  | 5  |
| 6  | 7  | 8  | 9  | 10 | 11 | 12 |
| 13 | 14 | 15 | 16 | 17 | 18 | 19 |
| 20 | 21 | 22 | 23 | 24 | 25 | 26 |
| 27 | 28 | 29 | 30 |    |    |    |

| Пн | Вт | Ср | Чт | Пт | Сб | Вс |
|    |    |    |    | 1  | 2  | 3  |
| 4  | 5  | 6  | 7  | 8  | 9  | 10 |
| 11 | 12 | 13 | 14 | 15 | 16 | 17 |
| 18 | 19 | 20 | 21 | 22 | 23 | 24 |
| 25 | 26 | 27 | 28 | 29 | 30 | 31 |

| Пн | Вт | Ср | Чт | Пт | Сб | Вс |
| 1  | 2  | 3  | 4  | 5  | 6  | 7  |
| 8  | 9  | 10 | 11 | 12 | 13 | 14 |
| 15 | 16 | 17 | 18 | 19 | 20 | 21 |
| 22 | 23 | 24 | 25 | 26 | 27 | 28 |
| 29 | 30 |    |    |    |    |    |

| Пн | Вт | Ср | Чт | Пт | Сб | Вс |
|    |    | 1  | 2  | 3  | 4  | 5  |
| 6  | 7  | 8  | 9  | 10 | 11 | 12 |
| 13 | 14 | 15 | 16 | 17 | 18 | 19 |
| 20 | 21 | 22 | 23 | 24 | 25 | 26 |
| 27 | 28 | 29 | 30 | 31 |    |    |

## События
Стал седьмым подряд наиболее тёплым годом за всю историю наблюдений (см. глобальное потепление).
По решению ООН 2021 год объявлен как:
- Международный год творческой экономики для устойчивого развития;
- Международный год овощей и фруктов;
- Международный год мира и доверия;
- Международный год ликвидации детского труда.

В разных странах был объявлен как:
- Год науки и технологий в России[3];
- Год народного единства в Беларуси[4];
- Год 30-летия независимости в Казахстане[5];
- Год поддержки молодёжи и укрепления здоровья населения в Узбекистане[6];
- Год Низами в Азербайджане[7].

### Январь
- 1 января:

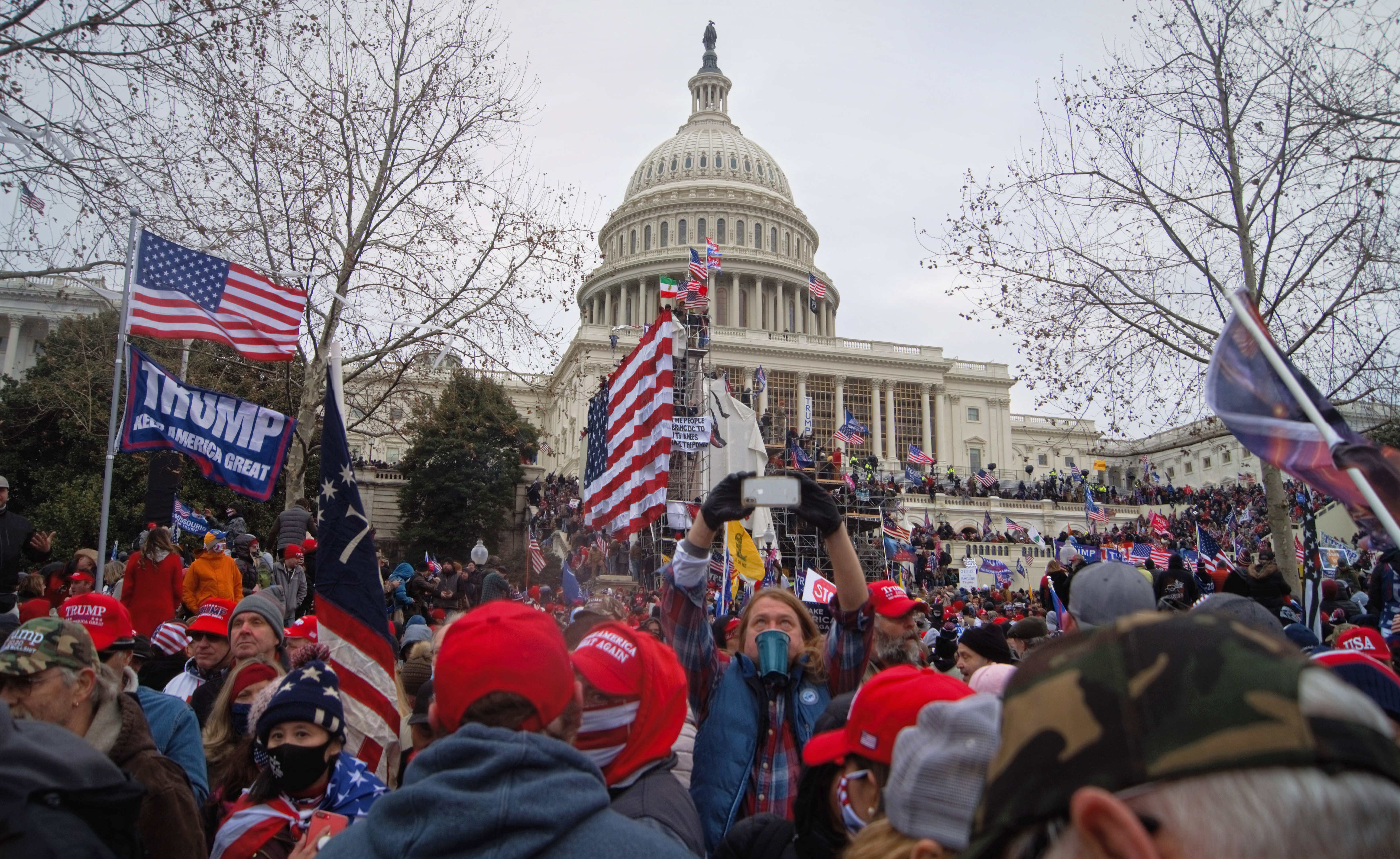
Протестующие возле Капитолия США, 6 января 2021

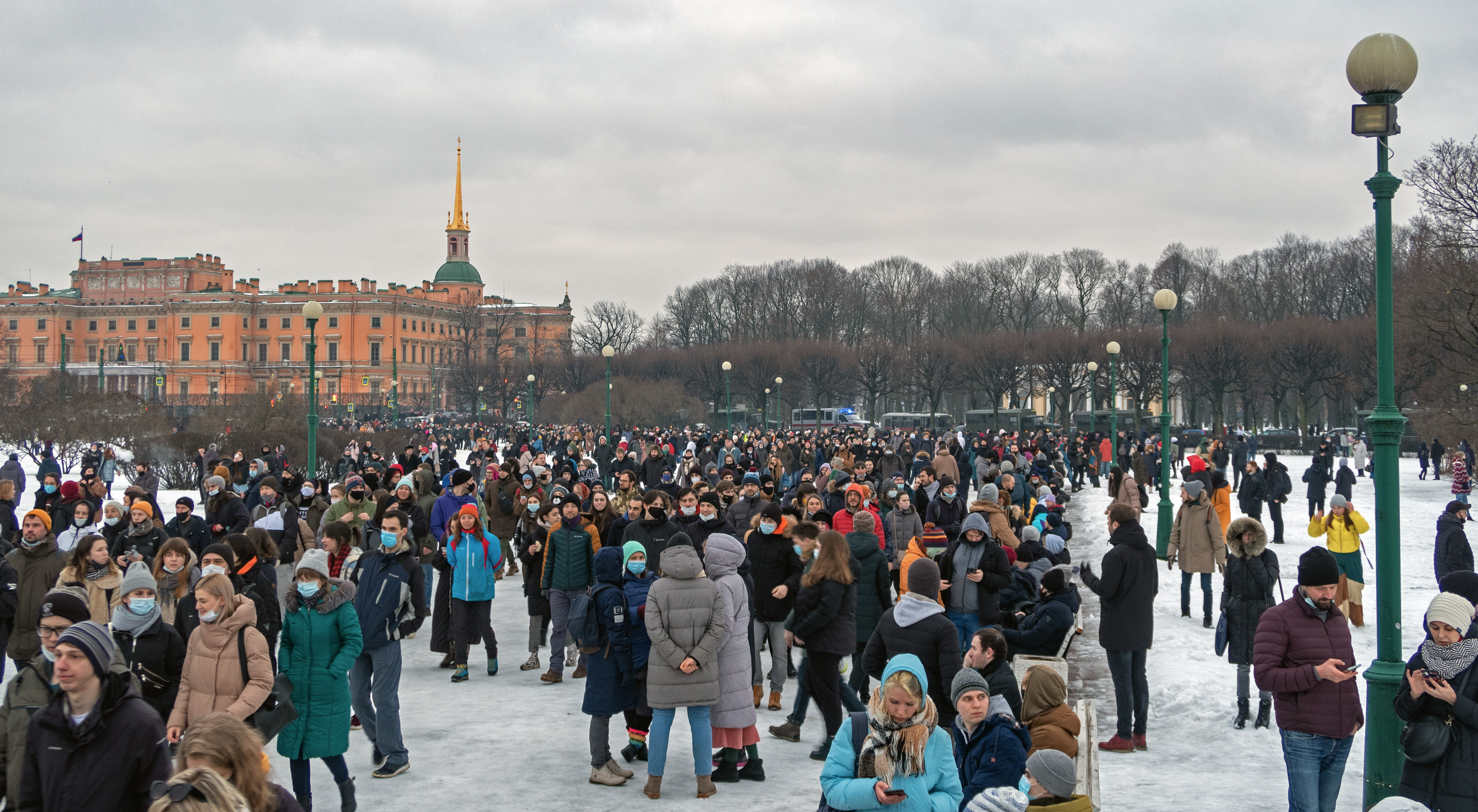
Митинг в поддержу Алексея Навального в Санкт-Петербурге, 23 января 2021

  - Запрет использования пластиковых пакетов в магазинах в крупных городах КНР[8];
  - Вступление в силу Африканской континентальной зоны свободной торговли[9];
  - Прекращение выдачи бумажных трудовых книжек в Российской Федерации;
  - Начало поставки компанией «Газпром» природного газа в Сербию и Боснию и Герцеговину по новому маршруту[10];
  - Увеличение пенсионного возраста в Беларуси на 6 месяцев (до 62,5 лет для мужчин и до 57,5 лет для женщин)[11];
  - Полный выход Великобритании из Европейского союза[12];
  - Снижение экспортных пошлин на нефть и нефтепродукты в Беларуси[13];
  - Запрет экспорта одноразового неразлагающегося пластика в Европе[источник не указан 805 дней].
  - Сенат США преодолел вето Дональда Трампа на законопроект с санкциями против «Северного потока — 2»[14][15].
- 2 января:
  - Откладывание Пентагоном полномасштабного производства истребителей «F-35» на неопределённый срок[источник не указан 805 дней];
  - Отказ норвежской компанией «DNV GL» в сертификации газопровода «Северный поток — 2» в связи с угрозами санкций США[16];
  - Президент Казахстана Касым-Жомарт Токаев подписал закон, направленный на отмену смертной казни в республике[17].
- 3 января:
  - Проведение в годовщину убийства Касема Сулеймани многотысячных митингов в Багдаде и Тегеране[источник не указан 805 дней];
  - Принятие Папой римским отставки главы белорусских католиков Тадеуша Кондрусевича[18];
- 4 января:
  - Отказ Министерством просвещения Российской Федерации от введения обязательного ЕГЭ по иностранному языку[источник не указан 805 дней];
  - Возобновление обогащения урана Ираном на уровне 20 % на ядерном полигоне Фордо[19];
  - Открытие границы Катара и Саудовской Аравии[20];
  - Лондонский суд постановил, что Джулиан Ассанж не может быть экстрадирован в США[21];
  - Введение в Великобритании третьего национального локдауна (объявлено Борисом Джонсоном)[22];
  - Получение компанией «Tesla» разрешения на импорт автомобилей в Израиль[23].
- 5 января — принятие Иранским парламентом закона, обязывающего правительство уничтожить Израиль к 2041 году[24].
- 6 января — захват здания Конгресса США сторонниками Дональда Трампа в Вашингтоне (округ Колумбия), с целью отвергнуть официальные результаты президентских выборов 2020 года и поддержать требование Трампа к вице-президенту Майку Пенсу и Конгрессу не признавать победу Джо Байдена на выборах 2020 года. Во время штурма погибли 5 человек[25].
- 7 января — Джозеф Байден избран Конгрессом США новым президентом США.
- 8 января — социальная сеть «Twitter» заблокировала аккаунт Дональда Трампа[26].
- 9 января — крушение Boeing 737 авиакомпании «Sriwijaya Air» в Яванском море[27].
- 10 января:
  - Проведение президентских выборов и конституционного референдума в Кыргызстане[28][29];
  - Проведение парламентских выборов в Казахстане[30][31].
- 12 января — полное отключение разработчиком функций «Adobe Flash Player»[32].
- 13 января — палата представителей США проголосовала за импичмент Дональда Трампа за подстрекание к «вооружённому восстанию против Америки». Тем самым Трамп стал первым президентом в истории страны, которому дважды объявили импичмент[33].
- 14 января — проведение всеобщих выборов в Уганде[34].
- 15 января:
  - Выход России из «Договора по открытому небу»[35];
  - Википедии исполнилось 20 лет;
  - Уход Правительства Нидерландов в отставку[36].

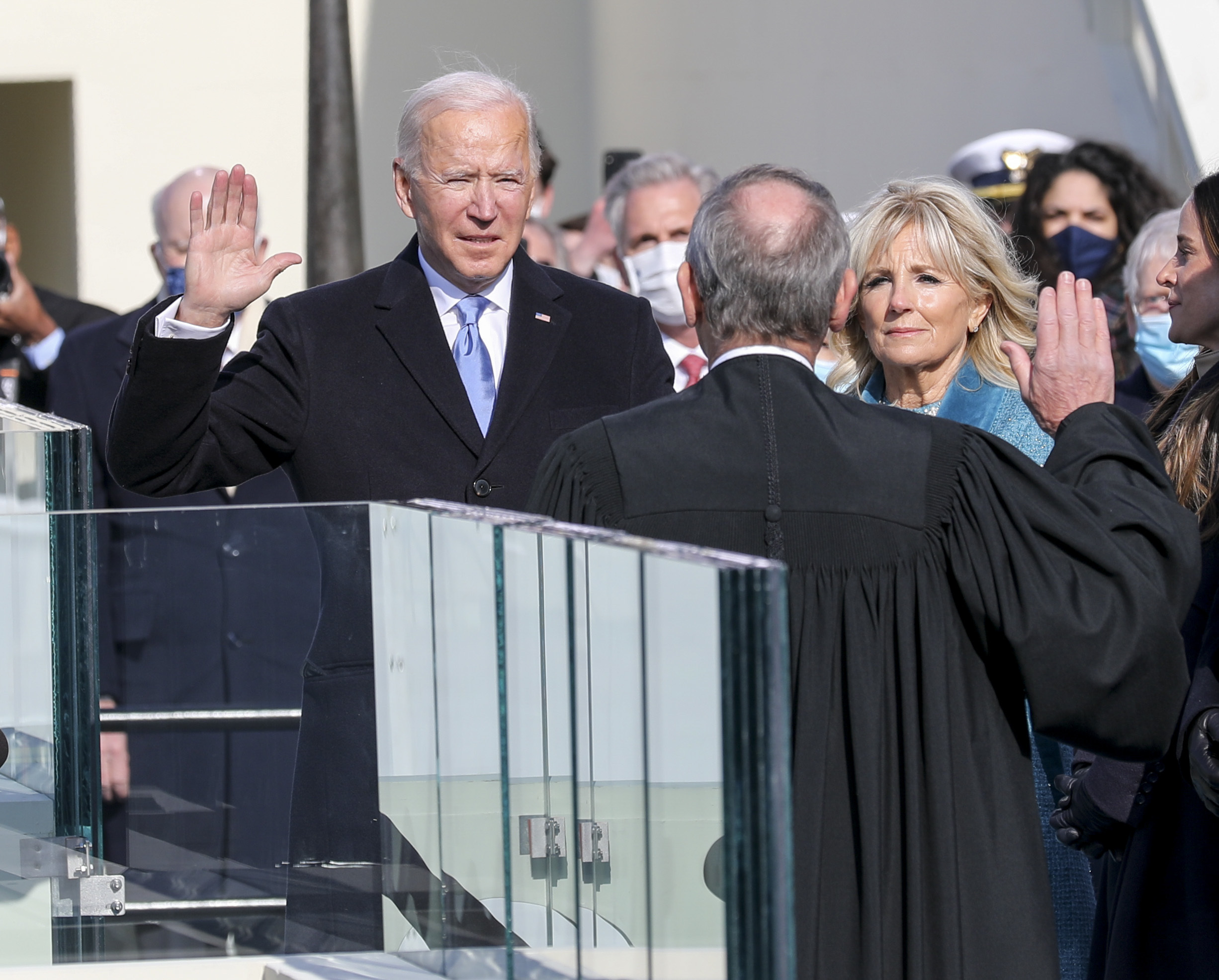
Инаугурация Джо Байдена

- 20 января — вступление Джо Байдена в должность президента США[37].
- 23 января — проведение протестов в поддержку Алексея Навального в российских городах[38].
- 24 января — переизбрание Марселу Ребелу де Соуза на пост президента Португалии на второй срок[39].
- 26 января — количество подтверждённых случаев заболевания COVID-19 в мире превысило 100 миллионов человек[40].
- 28 января — вступление Садыра Жапарова в должность президента Кыргызстана[41].
- 29 января — подписание президентом России Владимиром Путиным закона о ратификации соглашения, продлевающего на пять лет действие «СНВ-3»[42].

### Февраль
- 1 февраля — объявление вооружёнными силами Мьянмы чрезвычайного положения. Задержание президента Мьянмы Вин Мьина, а также государственного советника Мьянмы и лидера правящей Национальной лиги за демократию Аун Сан Су Чжи[43].
- 2 февраля — Джефф Безос заявил об уходе с поста директора «Amazon» в третьем квартале текущего года, предложив в качестве нового директора Эндрю Джесси[44].
- 3 февраля — Канада стала первой страной в мире, объявившей «Proud Boys» террористической организацией[источник не указан 805 дней].
- 9 февраля — успешный выход межпланетной станции «Аль-Амаль» («Надежда»), созданной в Объединённых Арабских Эмиратах, на орбиту Марса[45].
- 13 февраля — вступление Марио Драги в должность председателя Совета министров Италии. Окончание правительственного кризиса в стране[46].
- 18 февраля — посадка марсохода «Персевирэнс» на Марс[47].
- 26 февраля — американские ВВС по приказу президента Джо Байдена нанесли серию авиаударов по территории Сирии. Целью ударов стали склады, принадлежащие группировке «Катаиб Хезболла» и некоторым другим, которые поддерживает Иран[48].

### Март

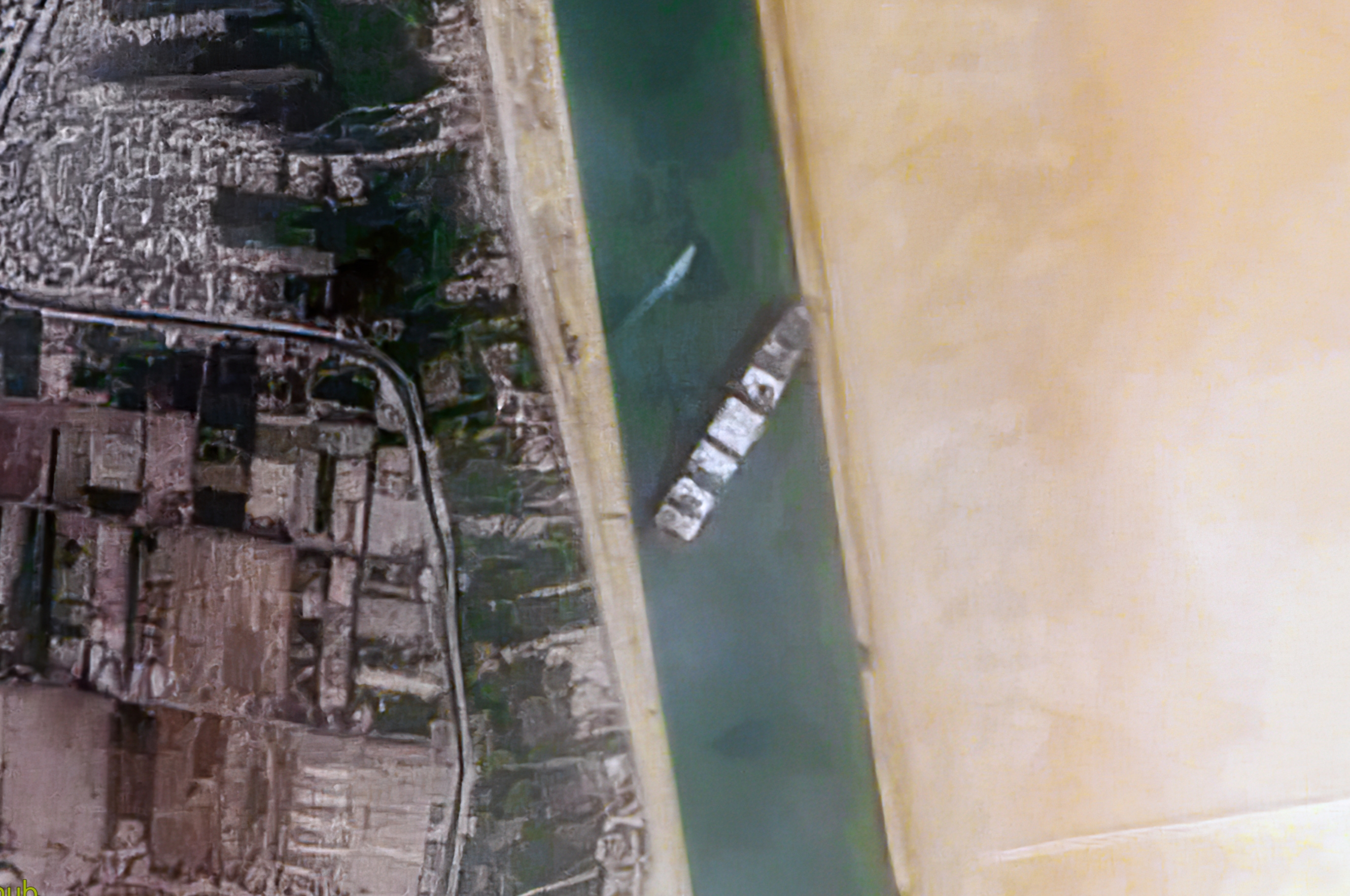
Авария контейнеровоза «Ever Given» в Суэцком канале, Египет, 25 марта 2021 года

- 5 марта — Молдова стала первой страной в Европе, которая получила вакцины против коронавируса через инициативу «COVAX»[49].
- 7 марта — на референдуме в Швейцарии более 51 % проголосовавших одобрили общенациональный запрет на ношение бурки[50]. Швейцария стала 7-й страной в Европе, которая запретила ношение бурки, после Австрии, Дании, Франции, Бельгии, Латвии и Болгарии[51][52].
- 15—17 марта — проведение парламентских выборов в Палату представителей в Нидерландах[53].
- 23 марта:
  - Проведение досрочных парламентских выборов в Израиле[54];
  - Авария контейнеровоза «Ever Given» в Суэцком канале[55].

### Апрель

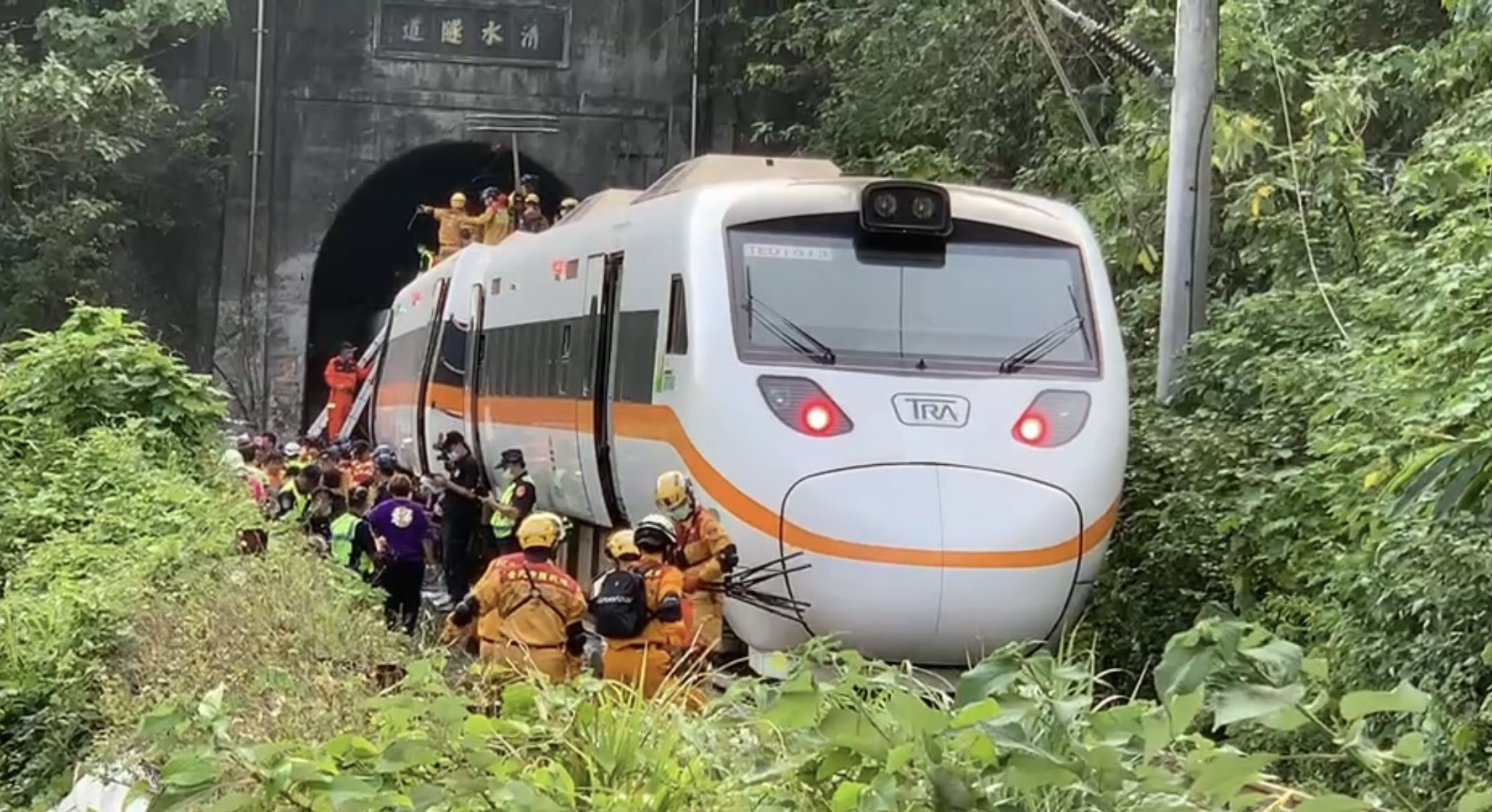
Крушение поезда в Хуаляне, Тайвань, 2 апреля 2021

- 1 апреля — после правительственного кризиса в Словакии, премьер-министром в стране назначен Эдуард Хегер[56].
- 2 апреля — в уезде Хуалянь на Тайване после столкновения с автокраном сошёл с рельсов пассажирский поезд. Погиб 51 человек.
- 4 апреля — избрание парламентом Вьетнама президента страны Нгуен Суан Фука[57].
- 9 апреля — смерть принца Филиппа, консорта Елизаветы II[58].
- 11 апреля:
  - Проведение референдума по вопросу смены конституции Кыргызстана[59];
  - Проведение президентских и парламентских выборов в Перу[60];
  - Проведение президентских выборов в Чаде[61].
- 15 апреля — суд в Париже заочно приговорил белоруса Юрия Сушкина и ивуарийцев Патриса Уея и Анжелу Маглуара Гнандуйе Аттуали к пожизненному заключению за убийство французских военных в Кот-д’Ивуаре[62].
- 18 апреля — Рауль Кастро покинул пост первого секретаря Коммунистической партии Кубы[63].
- 20 апреля — президент Чада Идрис Деби скончался в больнице после ранения в результате нападения отряда повстанцев на правительственные войска[64].
- 21 апреля:
  - Проведение протестных акций в российских городах в поддержку Алексея Навального[65];
  - Исчезновение индонезийской подводной лодки «KRI Nanggala (402)» в 95 км к северу от Бали. 24 апреля обломки лодки были обнаружены. Все 53 члена экипажа объявлены погибшими[66].
- 22 апреля — количество применённых вакцин против COVID-19 во всём мире составило 973 378 158[67].
- 25 апреля — премьер-министр Армении Никол Пашинян подал в техническую отставку для проведения внеочередных выборов, при этом продолжив выполнять обязанности премьера в полном объёме[68].
- 29 апреля:
  - Пограничный конфликт между Кыргызстаном и Таджикистаном[69];
  - Китай запустил базовый модуль собственной космической орбитальной станции «Тяньгун»[70].
- 30 апреля — в результате давки в Израиле погибло 45 человек[71].

### Май

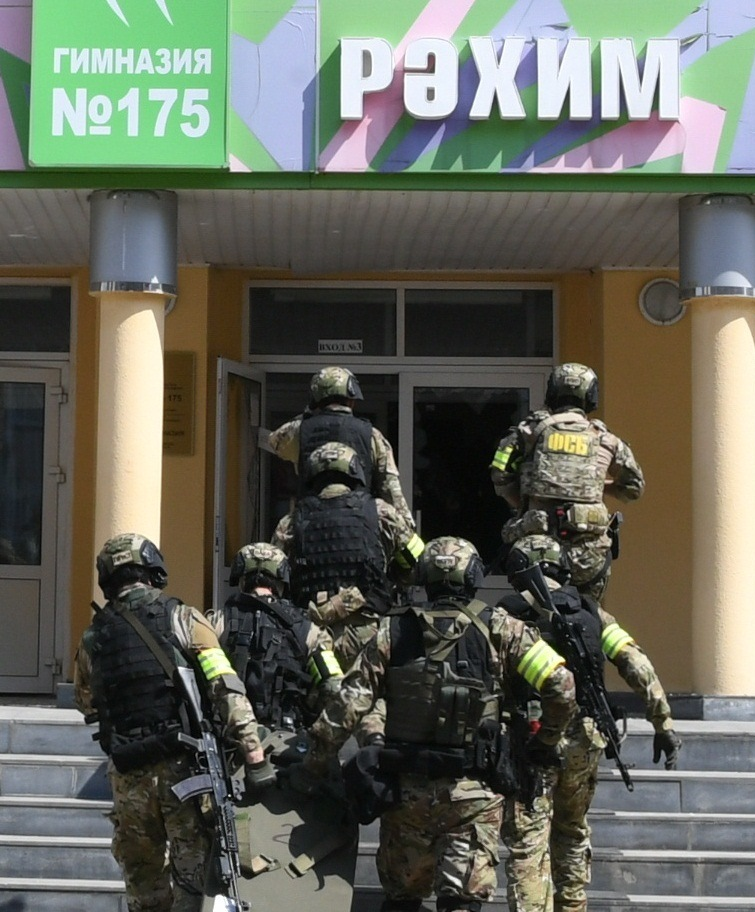
Спецназ ФСБ заходит в здание гимназии № 175 после инцидента в Казани, 11 мая 2021

- 3 мая — обрушение эстакады метро в Мехико. Погибли 26 человек[72].
- 5 мая — начало гражданской войны в Мьянме[73].
- 6 мая — конфликт, возникший из-за выселения нескольких арабских семей из домов, привёл в последующем к израильско-палестинскому кризису и вооружённым столкновениям между Израилем и ХАМАС.
- 8 мая — взрыв бомбы возле школы в Кабуле (Исламская Республика Афганистан), в результате которого погибло не менее 85 человек и ещё 147 получили ранения[74].
- 11 мая — стрельба в школе № 175 в Казани. Погибли 9 человек, 23 человека были госпитализированы[75].
- 18—22 мая — 65-й конкурс песни «Евровидение» (Роттердам, Нидерланды)[76].
- 19 мая — катастрофа «Як-130» в Барановичах[77].
- 23 мая:
  - Обрушение канатной дороги на горе Моттароне в Италии, в результате которого погибло 14 человек[78];
  - Инцидент с посадкой «Boeing 737» в Минске.
- 26 мая — президентские выборы в Сирии.

### Июнь

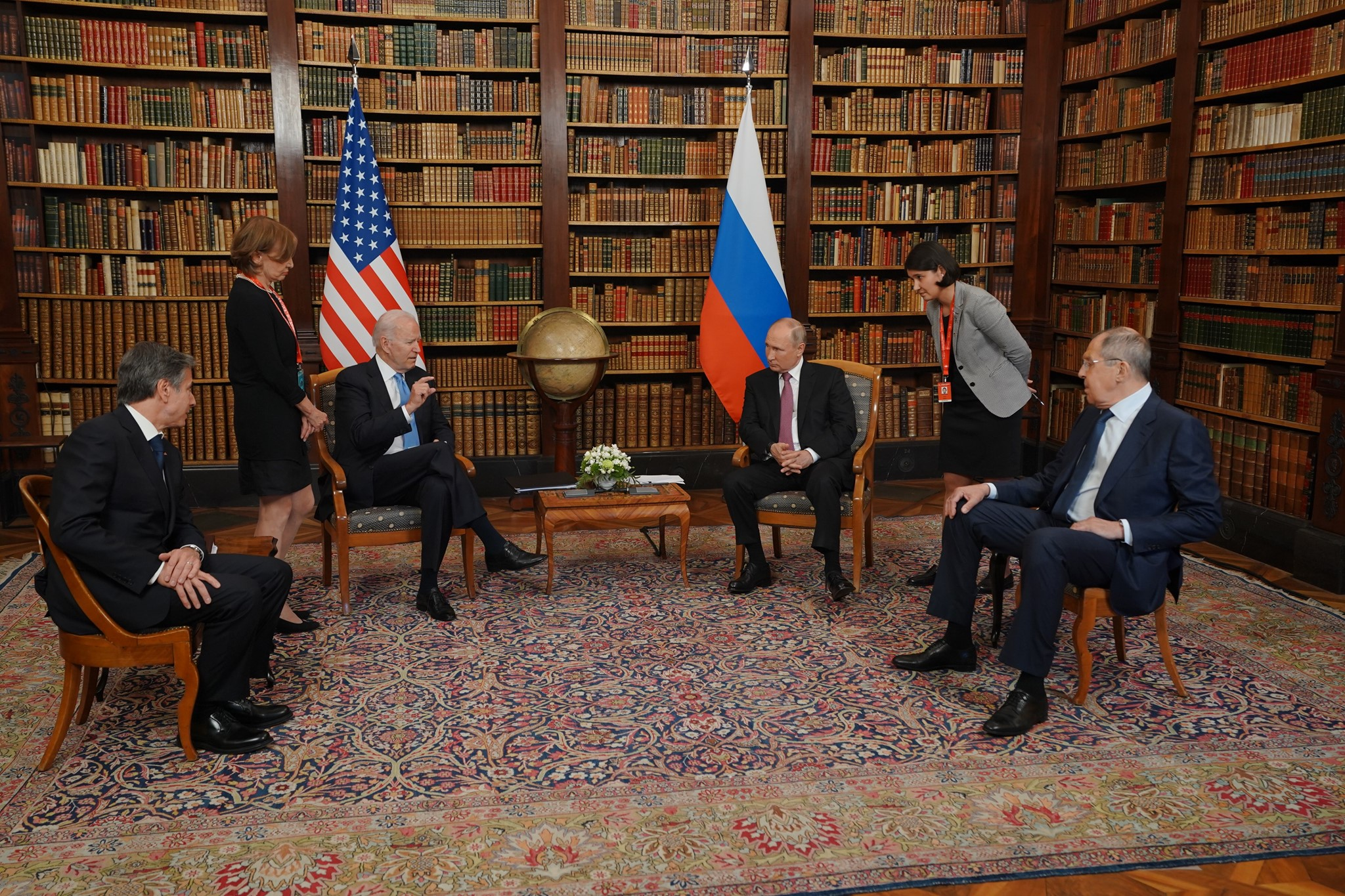
Переговоры Владимира Путина с Джо Байденом в Женеве, 16 июня 2021

- 2 июня — избрание Ицхака Герцога президентом Израиля[79].
- 6 июня — второй тур президентских выборов в Перу[80].
- 9 июня:
  - Проведение президентских выборов в Монголии[81].
  - Арест российского видеоблогера Юрия Хованского (дело Хованского)[82].
- 10 июня — кольцеобразное солнечное затмение на территориях Канады, Гренландии и Сибири.
- 11 июня — 11 июля — Чемпионат Европы по футболу 2020.
- 13 июня — отставка правительства Биньямина Нетаньяху в Израиле. Новым премьер-министром назначен Нафтали Бенет[83].
- 16 июня — Саммит Россия — США в Женеве. Первая встреча Джо Байдена и Владимира Путина на постах президента США и России.
- 19 июня:
  - Избрание Ибрагима Раиси президентом Ирана по итогам выборов[84].
  - Катастрофа «L-410» в Кемеровской области: 5 погибли, 14 пострадали[85].
- 20 июня — досрочных парламентских выборов в Армении. Победу одержала партия Никола Пашиняна — «Гражданский договор»[86].
- 24 июня:
  - Компания «Microsoft» представила «Windows 11»[87];
  - Обрушение многоэтажного жилого дома Майами[88]. Погибли 98 человек.

### Июль
- 1 июля — столетие Коммунистической партии Китая.
- 3 июля — полный запрет использования одноразового неразлагающегося пластика в Европе[89].
- 5 июля — началась закладка атомохода Лидер[90].
- 6 июля — крушение самолёта «Ан-26» на Камчатке. Погибли все 28 человек на борту[91].
- 7 июля:
  - Убийство президента Гаити Жовенеля Моиза при нападении на его резиденцию[92];
  - Инаугурация президента Израиля Ицхака Герцога[93].
- 11 июля:
  - Проведение досрочных парламентских выборов в Молдове. Победу одержала партия Майи Санду — «Действие и солидарность»[94];
  - Совершение суборбитального полёта британским миллиардером Ричардом Брэнсоном на ракетоплане собственной компании «Virgin Galactic»[95];
  - Начало массовых протестных акций на Кубе[96];
  - Проведение досрочных парламентских выборов в Болгарии[97].
- 12 июля — начало серьёзных наводнений в Западной и Центральной Европе, приведших к гибели более 200 человек. Основной ущерб коснулся Германии[98][99].
- 14 июля — вызов властями ОАЭ искусственных дождей и наводнений[100][101].
- 17 июля:
  - Первый полёт китайского многоразового суборбитального космического корабля[102];
  - Проведение многочисленных протестных акций в Иране на фоне сильнейшей за 50 лет засухи[103].
- 20 июля — первый пилотируемый суборбитальный полёт многоразового космического корабля «New Shepard» компании «Blue Origin» c экипажем из четырёх человек[104].
- 21 июля — запуск модуля «Наука» на МКС[105].
- 23 июля — 8 августа — проведение Летних Олимпийских игр 2020 в Токио, перенесённые с 2020 года из-за пандемии «COVID-19».
- 26 июля — сведение российского модуля «Пирс» международной космической станции с орбиты и его дальнейшее затопление в Тихом океане[106].
- 28 июля — вступление Педро Кастильо в должность президента Перу[107].
- 31 июля — крушение истребителя «Су-35» над Охотским морем. Пилот катапультировался и остался жив[108].

### Август

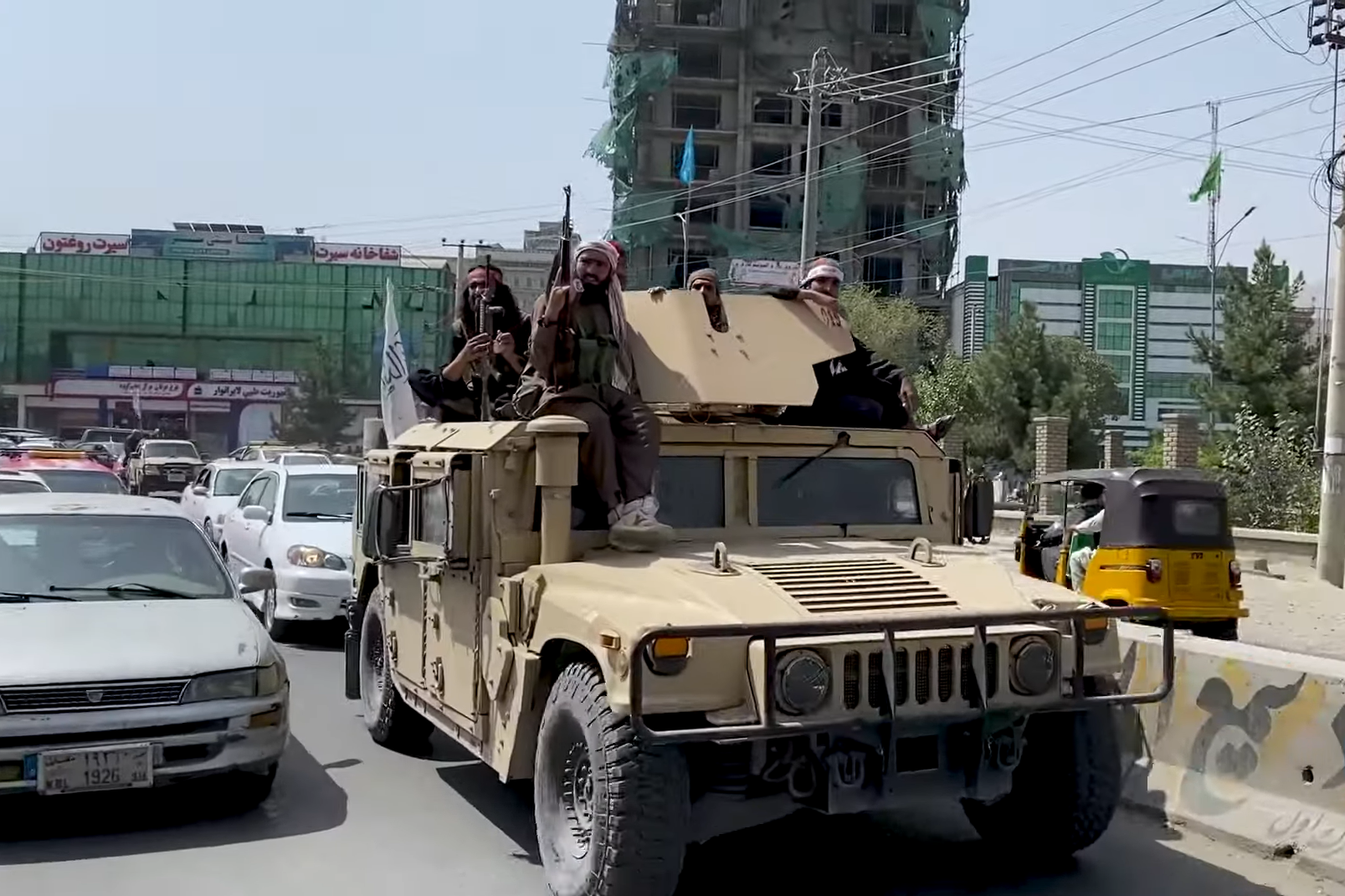
Боевики Талибана в Кабуле на Хамви, после падения Кабула, 17 августа 2021

- 3 августа — смерч в Тверской области: 3 человека погибли, 15 пострадали[109].
- 6 августа — утверждение правительства Натальи Гаврилицы в Молдове[110].
- 11 августа — установлен новый температурный рекорд для континентальной Европы — + 48,8 °C (119,8 °F). Рекорд зафиксирован метеорологической станцией в г. Сиракузы на о. Сицилия, Италия[111][112].
- 12 августа — взрыв автобуса в Воронеже: 2 человека погибли, 26 пострадали[113].
- 13 августа — захват второго по величине города в Афганистане — Кандагара исламистским движением «Талибан»[114].
- 14 августа:
  - Крушение самолёта «Бе-200» в Турции: погибли 8 человек[115];
  - Землетрясение в Гаити. Погибло 1297 человек[116].
- 15 августа — падение Кабула и передача власти в Афганистане представителям исламистского движения «Талибан». Создание переходного правительства[117]. Ликвидация Исламской Республики Афганистан[источник не указан 805 дней].
- 17 августа — провозглашение себя и. о. президентом Афганистана бывшим вице-президентом Исламской Республики Афганистан Амрулла Салехом[118]. Начало формирования Панджшерского сопротивления для борьбы с талибами[119].
- 19 августа — провозглашение талибами Исламского Эмирата Афганистан[120].
- 24 августа — 5 сентября — проведение Летних Паралимпийских игр 2020 в Токио.
- 26 августа — теракт в аэропорту Кабула, в результате которого погибли 183, из которых 13 — американские военнослужащие, обеспечивающие эвакуацию людей из Афганистана[121].
- 31 августа — проведение президентских выборов в Эстонии. Победу одержал Алар Карис.

### Сентябрь
- 2 сентября — официальный выход «Windows Server 2022»[122].
- 5 сентября — военный переворот в Гвинее.
- 6 сентября — захват провинции Панджшера талибами[123].
- 8 сентября:
  - Утверждение Сальвадором биткойна в качестве национальной валюты[124];
  - Взрыв газа в многоквартирном доме в Ногинске. Погибло 7 человек, 22 пострадали[125].
  - В Норильске (Красноярский край) во время межведомственных учений по защите Арктической зоны от ЧС погиб глава МЧС России Евгений Зиничев
- 13 сентября — проведение парламентских выборов в Норвегии. Победу одержала оппозиционная «Рабочая партия». Правящая «Консервативная партия» заняла второе место.
- 15 сентября — создание трёхстороннего военного альянса «AUKUS» между Австралией, Великобританией и США[126].
- 19 сентября — извержение вулкана Кумбре-Вьеха на острове Пальма (Канарские острова, Испания)[127].
- 17—19 сентября — проведение выборов в Государственную думу. Единый день голосования в России[128].
- 20 сентября:
  - Массовое убийство в Пермском государственном университете. Погибло 6 человек, 43 пострадали;
  - Проведение всемирного конгресса по пчеловодству Международной федерации пчеловодческих ассоциаций Апимондии (Уфа, Республика Башкортостан, Россия)[129][130];
  - Проведение парламентских выборов в Канаде. Победу одержала партия Джастина Трюдо — «Либеральная партия»[131].
- 25 сентября — проведение парламентских выборов в Исландии. Победу одержала «Партия независимости», набравшая более 24 % голосов[132].
- 26 сентября:
  - Проведение референдума в Швейцарии о легализации однополых браков, которые были одобрены большинством граждан[133].
  - Проведение очередных парламентских выборов в Германии. Победу одержала «Социал-демократическая партия». Правящий консервативный блок «ХДС/ХСС» занял второе место[134][135].
- 28 сентября:
  - Ликвидация «зон, свободных от ЛГБТ» в Польше[136];
  - Перестрелка гражданина Республики Беларусь с органами КГБ при проверке дома и граждан по делу об экстремизме. 1 сотрудник КГБ и стрелявший убиты[137].

### Октябрь
- 1 октября — проведение Всемирной выставки 2020 в Дубае (ОАЭ).
- 2 октября — проведение в Грузии первого тура местных выборов[138].
- 3 октября — публикация организацией «CPI» документов «Архив Пандоры»[139].
- 4 октября:
  - Отставка премьер-министра Японии Ёсихидэ Суга. Новым премьер-министром Японии назначен Фумио Кисида[140];
  - Крупнейший с 2007 года сбой в самых распространённых социальных сетях и мессенджерах («WhatsApp», «Facebook», «Amazon», «Twitter», «Google», «TikTok», «Instagram» и «ВКонтакте»)[141].
- 5 октября:
  - Выход первой версии «Windows 11»[142].
  - Запуск космического корабля «Союз МС-19» для отправки на МКС команды Первого канала для съёмок фильма «Вызов»[143].
  - Суд Сан-Франциско обязал компанию Tesla выплатить бывшему работнику завода компании во Фримонте (Калифорния) Оуэну Диасу 136,9 млн долларов по причине расовой дискриминации. Сумма стала крупнейшей суммой, присуждённой за расовую дискриминацию в истории[144][145][146][147][148].
- 6 октября — одобрение ВОЗ первой вакцины против малярии[149].
- 7 октября:
  - Крупное землетрясение в Пакистане. Погибло 23 человека[150];
  - Отставка Дмитрия Разумкова с поста председателя Верховной рады[151]. Его преемником стал Руслан Стефанчук;
  - Присуждение Нобелевской премии по литературе танзанийцу Абдулразаку Гурна «за бескомпромиссное и сострадательное погружение в последствия колониализма и судьбу беженцев в пропасти между культурами и континентами»[152].
- 8 октября:
  - Обрушение жилого дома в Батуми (Грузия). Погибло 9 человек[153][154];
  - Теракт в мечети Кундуза (Исламский Эмират Афганистан).
- 9 октября:
  - Проведение парламентских выборах в Чехии. Победа правоцентристской коалиции «SPOLU». Правящее движение премьер-министра Андрея Бабиша «ANO 2011» потерпело поражение[155].
  - Отставка австрийского федерального канцлера Себастьяна Курца[156].
- 10 октября:
  - Крушение самолёта «L-410» в Татарстане. Погибло 17 человек[157];
  - Победа сборной Франции по футболу в Лиге наций УЕФА. Сборная обыграла в финале сборную Испании[158].
- 13 октября — массовое убийство в Конгсберге, Норвегия[159].
- 14 октября — остановка всех рейсов компанией «Alitalia» в связи с её банкротством[160].
- 15 октября — 15 ноября — проведение в России основного этапа переписи населения[161].
- 20 октября:
  - Присуждение Европарламентом премии Сахарова Алексею Навальному[162];
  - Объявление в России недели выходных с 30 октября по 7 ноября (в некоторых регионах с 23 октября и возможным продлением после 7 ноября) из-за обострившейся ситуации с распространением «COVID-19» на территории России[163][164].
- 22 октября — взрыв на пороховом заводе в Рязанской области. Погибло 17 человек[165].
- 24 октября — переизбрание 64-летнего Шавката Мирзиёева, в связи с получением около 80 % голосов избирателей[166].
- 25 октября — начало военных переворотов в Судане[167].
- 26 октября:
  - Выпуск компанией Джеффа Безоса «Blue Origin» пресс-релиза, в котором компания сообщила о планах строительства орбитальной станции «Орбитальный риф»[168];
  - Открытие президентами Азербайджана и Турции Ильхамом Алиевым и Реджепом Тайипом Эрдоганом международного аэропорта в городе Физули, который до осени 2020 года находился под контролем непризнанной Нагорно-Карабахской Республики[169];
  - Отставка Ангелы Меркель с поста канцлера Германии. Однако Ангела Меркель продолжила исполнять обязанности до избрания нового канцлера[170];
  - Выдача первого в стране гендерно-нейтрального паспорта Госдепартаментом США[171].
- 30 октября:
  - Проведение в Грузии второго тура местных выборов[172];
  - Открытие двухдневного саммита «группы двадцати» в Риме[173].
- 31 октября:
  - Победа «Либерально-демократической партии» во главе с премьер-министром Фумио Кисидой на парламентских выборах в Японии[174].
  - Проведение конференции ООН по изменению климата в Глазго, ранее отложенной из-за пандемии «COVID-19»[175].

### Ноябрь
- 1 ноября:
  - Приостановка Россией работы своего постпредства при НАТО[176];
  - Количество умерших от COVID-19 в мире превысило 5 млн человек[177].
- 3 ноября:
  - Крушение самолёта «Ан-12» под Иркутском[178].
  - Проведение выборов мэра[англ.] в Нью-Йорке. Победу одержал демократ Эрик Адамс[179];
- 5 ноября — давка на Astroworld Festival. 10 человек погибло, 25 были госпитализированы[180].
- 14 ноября — проведение президентских и парламентских выборов в Болгарии. Победу одержала либеральная партия «Продолжаем перемены».
- 21 ноября:
  - Проведение в Болгарии второго тура президентских выборов. Фаворитом стал действующий президент Румен Радев[181];
  - Массовое убийство в Уокешо. Подозреваемый въехал на внедорожнике в толпу людей. 5 человек погибло, не менее 48 ранены[182];
  - Первый тур президентских выборов в Чили.
- 23 ноября — при пожаре в туристическом автобусе в Болгарии погибли 45 человек[183].
- 24 ноября — уход в отставку Стефана Лёвена. Новым премьер-министром Швеции назначена Магдалена Андерссон[184].
- 25 ноября — взрыв на шахте «Листвяжная», в результате которого погиб 51 человек.
- 28 ноября:
  - Проведение парламентских выборов в Кыргызстане.
  - В Калифорнии умер глава Дома Романовых Андрей Андреевич Романов. Новым главой Дома Романовых стал его старший сын Алексей.
- 30 ноября — становление Барбадоса республикой[185].

### Декабрь

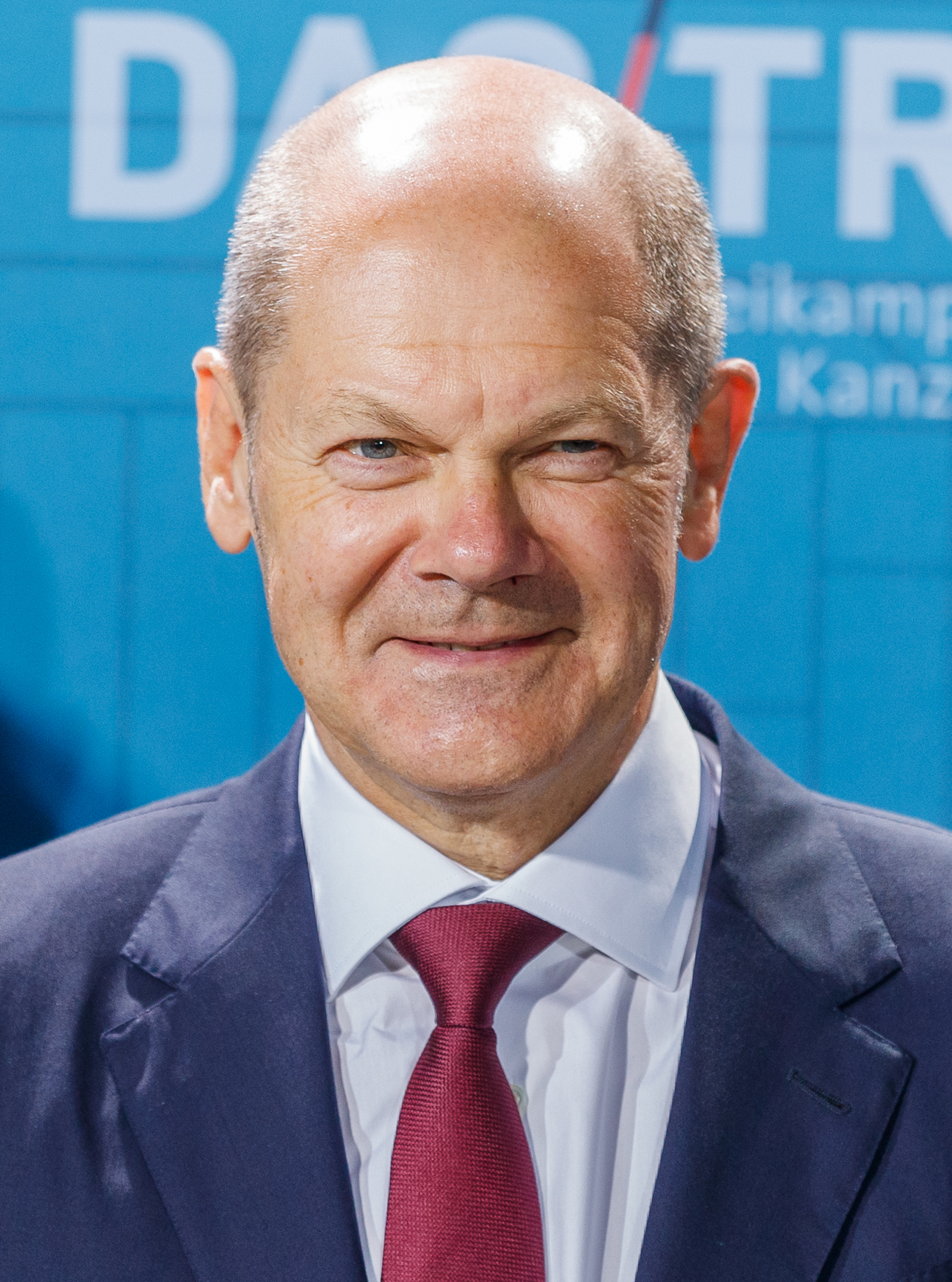
Новый канцлер Германии Олаф Шольц

- 1 декабря — столкновения между Ираном и талибами.
- 1—19 декабря — проведение чемпионата мира по гандболу среди женщин в Испании.
- 4 декабря — полное солнечное затмение на территории Антарктиды.
- 5 декабря — землетрясение на острове Ява в Индонезии[источник не указан 978 дней].
- 7 декабря — стрельба в многофункциональном центре на юго-востоке Москвы, в результате которой погибло 2 человека, 4 ранены[186].
- 8 декабря — Ангела Меркель окончательно сложила свои полномочия. Новым федеральным канцлером Германии был назначен Олаф Шольц[187].
- 10—11 декабря — разрушительные торнадо в США, в результате которых погибло более 100 человек.
- 12 декабря — проведение президентских выборов в Приднестровье.
- 13 декабря — взрыв у гимназии Введенского Владычного монастыря в Серпухове, в результате которого 13 человек получили ранения[188].
- 19 декабря:
  - Проведение 19-й конкурса «Детское Евровидение 2021»[189].
  - Второй тур президентских выборов в Чили. Победу одержал кандидат от коалиции «Одобряю достоинство» — Габриэль Борич, став самым молодым избранным президентом в истории страны[190].
- 25 декабря — запуск космического телескопа «Джеймс Уэбб»[191].
- 29 декабря — окончательная отмена смертной казни в Казахстане[192][193].

## Персоны года
Человек года по версии журнала Time — Илон Маск, американский предприниматель, генеральный директор компании SpaceX. Богатейший человек по версии журнала Forbes.